# イッツ・オールライト・マ
「イッツ・オールライト・マ」（It's Alright, Ma (I'm Only Bleeding)）は、ボブ・ディランが1965年に発表した楽曲。

## 概要
1964年夏に本作品は書かれた。同年9月1日にフィラデルフィアのタウン・ホールで行ったコンサートで初めて披露された。
「ミスター・タンブリン・マン」とともに時間をかけて練り直す予定でいたが、アルバム『ブリンギング・イット・オール・バック・ホーム』の収録に間に合わせるため、1965年1月15日、ディランはニューヨークのコロムビア・レコーディング・スタジオに入った。演奏は彼のアコースティックギターのみ。テイク1はミスをしたため1分ほどで録音を中止するが（このテイクは『The Bootleg Series Vol. 12: The Cutting Edge 1965–1966』に収録されている）、そのあと一回のテイクでディランはレコーディングを完成させた。『ブリンギング・イット・オール・バック・ホーム』は同年3月22日に発売。
ディランの作品の中でも傑作の一つとされ、聴く者は歌い出しから、黙示録的なイメージの奔流にのみ込まれる。
批評家のアンディ・ギルは、モスクワ裁判やスターリンの粛清を題材にしたアーサー・ケストラーの小説『真昼の暗黒』のタイトル（英題は「Darkness at Noon」）との関連性を指摘している。また、「Although the masters make the rules / For the wise man and the fools」の一節は『旧約聖書』の「コヘレトの言葉」第2章の言葉と呼応している。
「大丈夫だよ、おふくろさん。僕はため息をついているだけさ」と歌われるが、タイトルの「僕は血を流しているだけだ（I'm Only Bleeding）」という言葉は歌詞には登場しない。
数多くのライブ・バージョンが存在する。『偉大なる復活』、『武道館』、『30〜トリビュート・コンサート』、『アット・フィルハーモニック・ホール』、『Bob Dylan – The Rolling Thunder Revue: The 1975 Live Recordings』などのアルバムで聴くことができる。また、ドキュメンタリー映画『ドント・ルック・バック』に演奏の場面がある。『偉大なる復活』に収録された1974年のライブ音源では、当時アメリカがウォーターゲート事件で揺れていた最中ということもあり、曲中の「アメリカ合衆国の大統領でさえ、時には裸で立たねばならない」の部分で大歓声が沸き起こる様子が確認される。

## カバー・バージョン
- ロジャー・マッギン - 1969年公開の映画『イージー・ライダー』に使用された。製作と脚本を兼ねていたピーター・フォンダは当初ディランのオリジナル・バージョンを使う予定だったが、権利の関係で希望はかなわず、代わりにバーズのロジャー・マッギンが歌うこととなった[8]。グループのジーン・パーソンズがハーモニカで参加している。
- バーズ - 1970年のアルバム『（タイトルのないアルバム）』のレコーディング・セッションで録音されるが、アルバムには収録されなかった。1970年3月に行ったコンサートのライブ・バージョンがのちにアルバムのボーナストラックとして収録された。
- ビリー・プレストン - 1973年のアルバム『エヴリバディ・ライクス・サム・カインド・オブ・ミュージック』に収録。
- カエターノ・ヴェローゾ - 2004年のアルバム『異国の香り〜アメリカン・ソングス』に収録。
- ザ・ダックス - 2009年のコンピレーション・アルバム『The Village: A Celebration of the Music of Greenwich Village』に収録。
- ウェンディ・ジェームズ - 2012年のシングル。